# Novosilka, Murovani Kurîlivți
Novosilka (în ucraineană Новосілка) este un sat în comuna Bahtîn din raionul Murovani Kurîlivți, regiunea Vinnița, Ucraina.

## Demografie
Componența lingvistică a localității Novosilka
     Ucraineană (98,37%)
     Rusă (1,63%)
Conform recensământului din 2001, majoritatea populației localității Novosilka era vorbitoare de ucraineană (98,37%), existând în minoritate și vorbitori de rusă (1,63%).